# IISLS

Unterdrückung von Antworten aus einer Nebenrichtung durch das IISLS-Verfahren

Das IISLS-Verfahren (Improved Interrogator Side Lobe Suppression) ist eine technische Möglichkeit der Verhinderung von Antworten aus Reflexionen bei einem Sekundärradar.
Die Abfragen und Antworten, die durch Nebenkeulen verursacht werden, bilden ein großes Problem für das Sekundärradar. Die technischen Voraussetzungen sind die gleichen, wie beim ISLS-Verfahren: Es werden zwei Antennendiagramme verwendet, ein stark gebündeltes Richtdiagramm für die Hauptkeule, und ein Kontrollimpuls (P2) wird über einen Rundstrahler ausgesendet.
Beim IISLS-Verfahren werden der P2 und der P1-Impuls durch den Unterdrückungskanal gesendet (zur Erinnerung: beim einfachen ISLS wird hier nur der P2-Impuls gesendet). In diesem Fall empfängt der Transponder in der Reflexionsrichtung das Impulspaar P1-P2 auf direktem Wege. Eine Antwort wird meist schon deswegen unterdrückt, weil P1 = P2 ist. Deshalb ist der Transponder für eine kurze Zeit (etwa 35 µs) gesperrt. Daraus resultiert, dass auf die durch den Umweg der Reflexion um Δt später eintreffende Abfrage nicht reagiert werden kann, es wird also keine Falschantwort gesendet.
Durch das IISLS-Verfahren können wirklich sehr effektiv Falschantworten verhindert werden. Aber der Nachteil des Verfahrens ist, dass nicht nur in einer Seitenkeule der Abfrage, sondern im gesamten Bereich des Diagrammes des Unterdrückungskanales (etwa bis 40 Nautischen Meilen) die Antworten verhindert werden. Das ist in Gegenden mit hoher Abfragedichte sehr fatal, da somit auch sehr viele richtige Antworten verhindert werden. Deshalb hat sich dieses Verfahren nicht durchsetzen können.